# فهرست بلندترین سازه‌ها در خوزستان
فهرست بلندترین سازه‌ها در خوزستان بر حسب ارتفاع.

## فهرست
| رتبه | نام سازه      | مکان       | ارتفاع (متر) | تصویر |
| ---- | ------------- | ---------- | ------------ | ----- |
| ۱    | سد کارون ۳    | ایذه       | ۲۰۵          |       |
| ۲    | سد دز         | اندیمشک    | ۲۰۳          |       |
| ۳    | سد کارون ۱    | اندیکا     | ۲۰۰          |       |
| ۴    | سد گتوند      | گتوند      | ۱۸۲          |       |
| ۵    | سد مارون      | بهبهان     | ۱۷۵          |       |
| ۶    | سد مسجدسلیمان | مسجدسلیمان | ۱۷۷          |       |
| ۷    | سد کرخه       | اندیمشک    | ۱۲۷          |       |
| ۸    | برج مهر       | اهواز      | ۱۱۰          |       |
| ۹    | پل غدیر       | اهواز      | ۸۱           |       |
| ۱۰   | پل شهدای لالی | لالی       | ۷۵           |       |